# Nadja Sthamer
Nadja Sthamer (* 13. März 1990 in Reichenbach im Vogtland) ist eine deutsche Politikerin (SPD). Sie war von 2021 bis 2025 Mitglied des Deutschen Bundestages. Seit 2025 ist sie Gleichstellungsbeauftragte des Freistaats Thüringen.

## Leben und Politik
Sthamer wurde 1990 im Reichenbach im Vogtland geboren und wuchs in der Region Thüringer Wald auf. In ihrer Jugend war sie aktive Rennrodlerin. Sie studierte an der Universität Leipzig Politikwissenschaft sowie Religionswissenschaft mit dem Schwerpunkt internationale Politik und Religion in internationalen Beziehungen. Während des Studiums lebte sie zeitweise in Belgien und Äthiopien und erlangte zwei Bachelor-Titel. Sie schloss ihr Studium 2017 mit einem Master-Titel in Religionswissenschaft ab.
Durch Kontakte an der Hochschule wurde sie Mitglied der Jusos und war von 2013 bis 2017 deren stellvertretende Vorsitzende in Leipzig. Von 2015 bis 2017 gehörte sie zum Vorstand der Jusos Sachsen. Ab 2017 arbeitete Sthamer als wissenschaftliche Mitarbeiterin für die Europa-Abgeordnete Constanze Krehl (SPD) in deren „Europabüro Leipzig“. Zusammen mit Enrico Groß ist sie seit 2019 Vorsitzende des SPD-Ortsvereins Leipzig Südost. Zudem gehört sie seit 9. Oktober 2021 dem Landesvorstand der SPD Sachsen als Beisitzerin an.
Bei der Bundestagswahl 2021 trat sie im Bundestagswahlkreis Leipzig II an und war mit 16,6 % der Erststimmen drittplatziert. Über Platz 6 des Landesliste der SPD Sachsen wurde sie dennoch Mitglied des Deutschen Bundestages. Innerhalb der SPD-Bundestagsfraktion gehört sie der Parlamentarischen Linken an.
Im 20. Deutschen Bundestag war Sthamer ordentliches Mitglied im Ausschuss für wirtschaftliche Zusammenarbeit und Entwicklung und im Ausschuss für Menschenrechte und humanitäre Hilfe sowie stellvertretendes Mitglied im Ausschuss für die Angelegenheiten der Europäischen Union, im Unterausschuss Auswärtige Kultur- und Bildungspolitik sowie in der Enquete-Kommission „Lehren aus Afghanistan für das künftige vernetzte Engagement Deutschlands“. Seit 17. Dezember 2021 war sie darüber hinaus an der Seite von Sanae Abdi stellvertretende Sprecherin der SPD-Bundestagsfraktion für wirtschaftliche Zusammenarbeit und Entwicklung.
Sthamer ist Mitglied der Sozialistischen Jugend Deutschlands – Die Falken, der Vereinten Dienstleistungsgewerkschaft, des Vereins Freunde und Förderer der Religionswissenschaft Leipzig und des Bundes für Umwelt und Naturschutz Deutschland.
Sthamer hat zwei Kinder.
Am 18. September 2024 kündigte Sthamer ihre erneute Kandidatur für den Deutschen Bundestag zur Bundestagswahl 2025 an. Sie kandidierte im Bundestagswahlkreis Leipzig II, wie bereits 2021, sowie auf Listenplatz 5 der Landesliste der sächsischen SPD. Bei der Wahl am 23. Februar 2025 erzielte sie im Wahlkreis ein Erststimmenergebnis von 8,5 % und verfehlte damit das Direktmandat. Auch ihr Listenplatz 5 genügte nicht für einen Wiedereinzug in den Bundestag. Sthamer schied damit nach einer Legislaturperiode wieder aus dem Bundestag aus.
Stahmer wurde am 29. Juli 2025 als Nachfolgerin von Gabi Ohler zur Gleichstellungsbeauftragten des Freistaats Thüringen ernannt.

## Politische Positionen
Am 28. Januar 2022 stimmte sie als eine von drei SPD-Abgeordneten im Bundestag gegen den Bundeswehreinsatz im Irak. Bei der Abstimmung am 21. Oktober im selben Jahr zum Einsatz Irak enthielt sie sich und der Verlängerung des Einsatzes am 18. Oktober 2023 stimmte sie zu.
Auch im Mai 2022 war sie eine von vier SPD-Abgeordneten im Bundestag, die gegen die Fortsetzung der Beteiligung bewaffneter deutscher Streitkräfte an der Multidimensionalen Integrierten Stabilisierungsmission der Vereinten Nationen in Mali (MINUSMA) stimmten. Im Juni 2022 stimmte sie als eine von neun Abgeordneten der SPD-Fraktion gegen das Sondervermögen Bundeswehr.